# سانتا انچیتا دو مونته سینای
سانتا انچیتا دو مونته سینای (به انگلیسی: Santa Catarina do Monte Sinai) یک کشتی است که طول آن 38 m می‌باشد.